# Aplomya rubrella
Aplomya rubrella là một loài ruồi trong họ Tachinidae.